# Centri di nascita nazisti per lavoratori stranieri

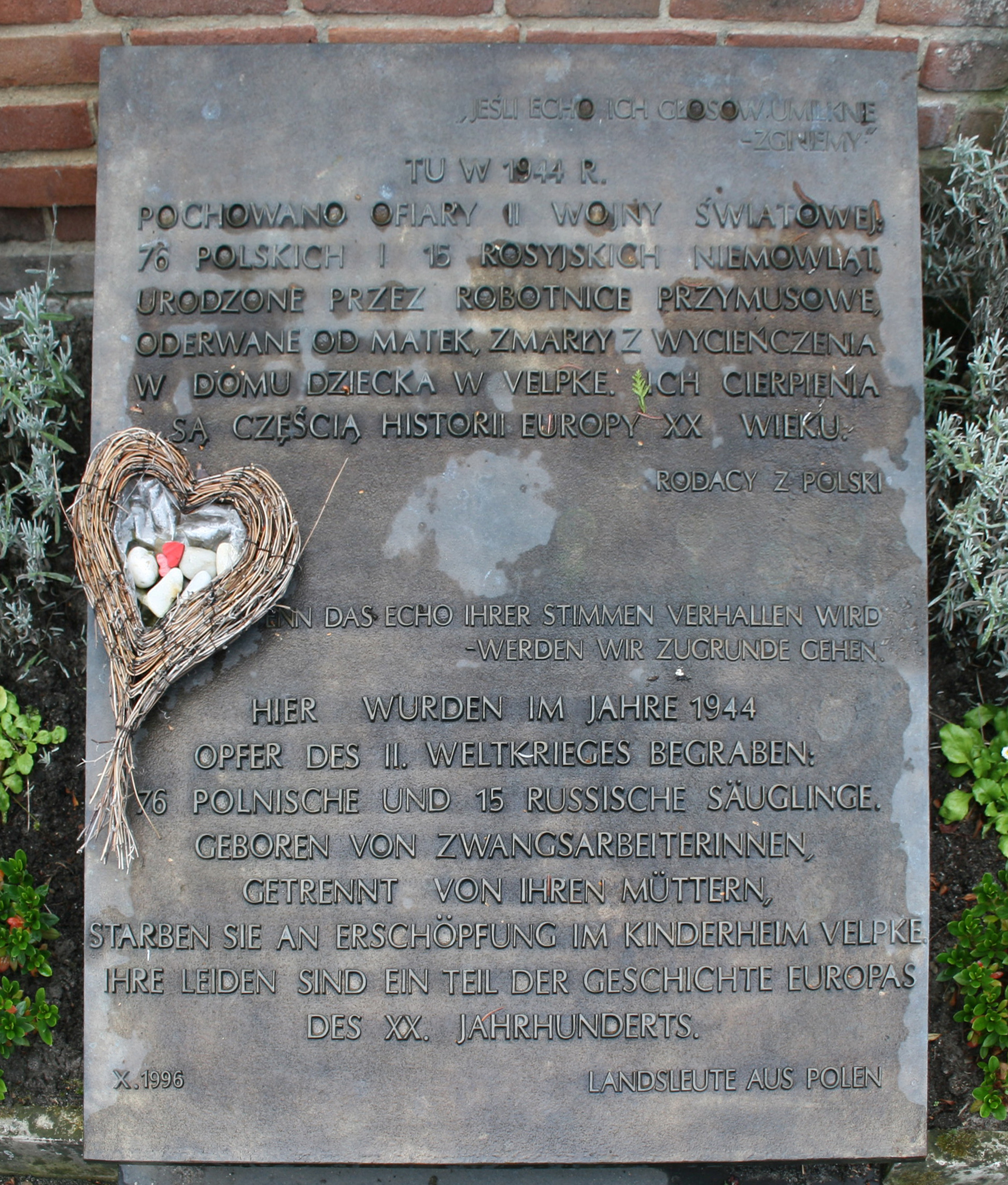
Targa commemorativa all'ingresso dell'ex sede dell'NSDAP a Velpke: 76 bambini polacchi e 15 sovietici morirono per fame nel 1944.

I centri di nascita nazisti per lavoratori stranieri (in tedesco: Ausländerkinder-Pflegestätte), anche noti come Ausländerkinder-Pflegestätte ("asili nido per bambini stranieri"), Ostarbeiterkinderpflegestätten ("asili nido per figli di lavoratori orientali") o Säuglingsheim ("casa dei bambini") furono le strutture tedesche che accoglievano i neonati abbandonati, o le strutture del partito nazista istituite in Germania per i bambini considerati "scomodi" secondo le norme del decreto Himmler, destinate in particolare alla prole di donne straniere impiegate nell'economia di guerra tedesca e nel lavoro forzato femminile in Polonia e nell'Europa orientale in genere. I neonati e i bambini, la maggior parte dei quali nati dagli stupri avvenuti nei luoghi di schiavitù, venivano rapiti in massa tra il 1943 e il 1945. 
La mortalità infantile in alcuni di questi luoghi arrivava al 90%, a causa dell'estrema negligenza calcolata.

## Politica nazista

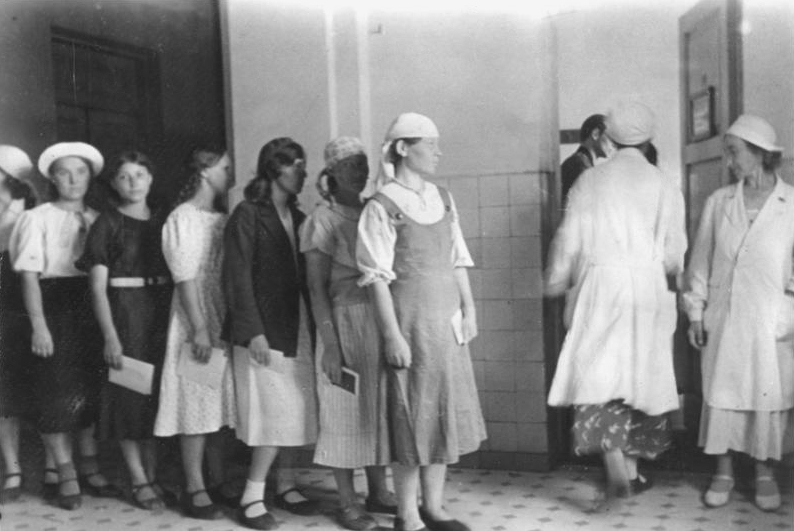
Controllo medico prima della partenza; le donne straniere già incinte non potevano entrare in Germania.

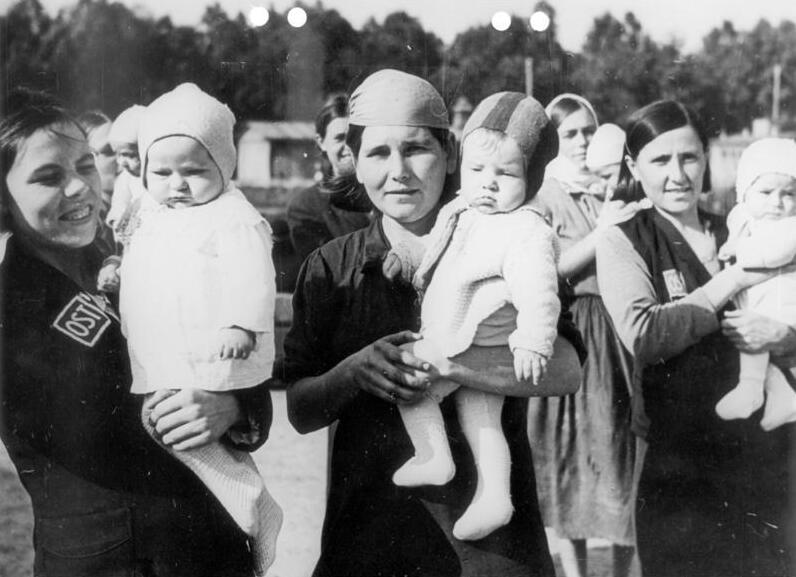
Lavoratrici orientali in Germania con i loro piccoli dopo il lavoro.

Le gravidanze indesiderate erano comuni, soprattutto tra le donne polacche e sovietiche (in tedesco: Zivil - und Ostarbeiter) a causa dei sistematici abusi sessuali perpetrati dai loro sorveglianti. Le nascite si verificarono nell'80% dei casi di stupro, specie nelle fattorie in cui lavoravano le ragazze polacche.
Le SS sospettavano le vittime di aver "sfruttato il concepimento per sfuggire al lavoro forzato", per cui i bambini nati nei campi di concentramento non venivano riportati nelle comunità: ad esempio, dei 3 000 bambini nati ad Auschwitz, circa 2 500 furono deliberatamente annegati nel reparto maternità dalle sorveglianti tedesche. Nella primavera del 1942 l'arrivo dei treni con le ragazze provenienti dalla Polonia diede il via alla compravendita di schiave nelle città e nei villaggi tedeschi, come a Braunschweig, dove le giovani venivano picchiate, affamate e avevano il divieto di avere relazioni interpersonali.
L'aborto in Germania era illegale per le donne tedesche. La legge fu modificata l'11 marzo 1943 con il decreto firmato dal Reichsführer-SS che autorizzava gli aborti "richiesti" dalle giovani Zivil- und Ostarbeiter. Le lavoratrici schiave incinte, costrette ad abortire dai tedeschi, dovevano firmare richieste prestampate prima dell'intervento e venivano minacciate con la prigione e la morte per fame.
Gli aborti venivano praticati dopo aver determinato la probabilità che il padre fosse di origine tedesca o comunque germanica. I bambini nascevano o venivano portati in uno dei 400 centri noti come "Case Ausländerkind-Pflegestätte" e considerati come "senza genitori". Se ritenuti "di valore razziale", venivano separati e avviati al programma di germanizzazione. Se una lavoratrice straniera era considerata di sangue germanico, come i norvegesi, suo figlio rimaneva in vita (tali eventi erano rari).
La mortalità dei bambini Zivil- und Ostarbeiter era molto alta, più del 50% dei nati indipendentemente dalle circostanze. Si stima che tra il 1943 e il 1945 siano stati uccisi circa 100 000 figli di lavoratori schiavi provenienti da Polonia e Unione Sovietica, per aborto forzato o uccisi dopo la nascita avvenuta in Germania. Secondo altre stime, potrebbero essere morti fino a 200 000 bambini. Il generale tedesco e funzionario del governo NSDAP Erich Hilgenfeldt, mentre ispezionava alcuni di quei luoghi, rimase turbato da ciò che vide: riferì che i bambini stavano morendo in un modo inutilmente lento e doloroso che durava mesi a causa delle razioni alimentari inadeguate.
(Erich Hilgenfeldt)
Nel centro di Waltrop-Holthausen 1.273 neonati furono volutamente lasciati morire nel cosiddetto rifugio dei bambini e poi semplicemente contrassegnati come nati morti. Gli storici ritengono che sia stato lo stesso Himmler a dare di proposito a questi "centri di raccolta" il nome pomposo di centri di nascita, mentre nel frattempo veniva pianificata la loro uccisione di massa, chiamato eufemisticamente "trattamento speciale" (in tedesco: Sonderbehandlung).
La ragione immediata per cui la Gestapo locale insistette per creare così tante strutture fu che le tedesche incinte si rifiutavano di entrare nelle strutture dove venivano portate le Ostarbeiter. Secondo l'ultimo decreto del Reichsführer-SS in materia, firmato il 27 luglio 1943, le madri straniere che non potevano tornare al lavoro dopo il parto dovevano essere sterminate insieme ai loro bambini.
I reparti per lo sterminio dei bambini Zivil- und Ostarbeiter, nonché delle madri, a cui venivano attribuite intenzionalmente diagnosi errate (di solito di "malattie mentali)", furono istituiti presso l'ospedale statale bavarese di Kaufbeuren e presso la sua filiale di Irsee. Continuarono a funzionare come centri di eutanasia anche dopo la resa della Germania finché non furono scoperti dalle truppe americane il 29 maggio 1945.

## Luoghi noti come Ausländerkinder-Pflegestätte e cimiteri
- Braunschweig, Entbindungsheim fuer Ostarbeiterinnen, con oltre 360 bambini sepolti.[15]
- Dresda, Auslandskinderpflegestätte, con il 40% dei bambini uccisi.[16]
- Nel processo Velpke, ci furono due condanne a morte per l'uccisione di bambini polacchi.[17]